# تشن شياو
تشن شياو (بالصينية: 陈晓) (10 أغسطس 1989 بدتشو في الصين - ) هو لاعب كرة قدم صيني في مركز الدفاع. لعب مع جيجيانغ غرينتاون وGuizhou F.C. ‏ وYanbian Funde F.C. ‏.

## وصلات خارجية
- تشن شياو على موقع قاعدة بيانات كرة القدم.إي يو (الإنجليزية)
- تشن شياو على موقع Soccerway.com (الإنجليزية)